# Nyavyamo (vattendrag i Muramvya)
Nyavyamo är ett vattendrag i Burundi.   Det ligger i provinsen Muramvya, i den centrala delen av landet, 30 km öster om huvudstaden Bujumbura.
Omgivningarna runt Nyavyamo är en mosaik av jordbruksmark och naturlig växtlighet. Runt Nyavyamo är det tätbefolkat, med 369 invånare per kvadratkilometer.